# 샤나군

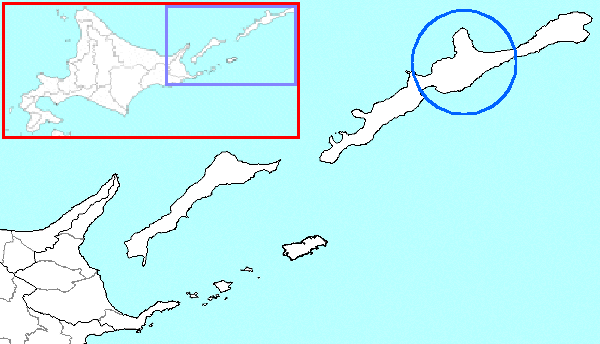
샤나 군의 위치

샤나군(일본어: 紗那郡, 아이누어의 '산·나이'(=내려가는 늪)에서 유래)은 일본 홋카이도 네무로 지청의 군이다. 이투루프섬(일본명 에토로후섬) 중부에 위치하고, 동쪽은 시베토로군, 서쪽은 에토로후군에 접해 있다. 중심 취락은 샤나로, 정사무소외 재판소의 등기소도 두어졌다. 2010년 현재 이하의 1개 촌을 포함한다.
- 샤나촌(紗那村)

이 지역은 러시아의 실질적인 지배 상태에 있다. 해당 지역의 영유권에 관한 자세한 것은 쿠릴 열도 및 쿠릴 열도 분쟁 항목 참조.

## 지리
이투루프섬 중부에서 오호츠크해로 돌출한 산푸 반도 주변에 해당한다. 반도에는 활화산인 지릿푸 산이 우뚝 솟아 ‘에토로후 후지’의 애칭으로 사랑받았다. 샤나 늪 주변 등 비교적 평지가 많아, 목장에서는 말 뿐만이 아니라 소도 길러졌다.
중심 취락인 샤나와 벳토부는 반도의 밑에 위치했고, 특히 샤나는 섬내 제 1의 취락으로서 산업·행정의 중심지가 되고 있었지만 쇼와 시대에 들어가고 나서는 루베쓰 촌에 밀렸다.

### 인접한 자치체
- 네무로 지청
  - 에토로후군
  - 시베토로군

## 역사
에도 시대 중기 샤나 군역은 1754년에 마쓰마에번에 의해서 열린 구나시리 장소에 속했다. 1799년에는 천령이 되어 다카다야 가헤에에 의해서 에토로후 항로가 운행되게 되었다.
에도 시대 후기에 도달하면 구나시리 장소로부터 분립한 에토로후 장소에 속했다. 곤도 주조에 의하면 1800년에는 7향중 2향(안온코탄, 아림이) 7촌이 샤나 군역에 있었다.
- 1869년 8월 15일 : 홋카이도 11국이 놓여져 지시마 국 샤나 군이 성립하였다. 이듬해, 샤나 촌(紗那村), 아리모이 촌(有萌村), 벳토부 촌(別飛村), 루베쓰 촌(留別村)의 4촌이 놓여졌다
- 1945년 8월 28일 : 샤나 군에 소련군이 진주하였다.
- 1945년 9월 2일 : 일본 정부가 항복문서에 조인, 동시에 일반 명령 제1호에 의해 소련이 점령하게 되었다.
- 1946년 2월 1일 : 소련 정부가 영유를 선언했다.
- 1948년 10월 : 주민들은 사할린섬으로 강제 이주된 후, 당시 일본을 통치하던 미 군정이 소련과 맺은 '소련지구 송환 미-소 잠정협정'(1946.11.27)에 따라 1948년 10월에 일본으로 송환되었다.

## 같이 보기
- 쿠릴스크